# Hubneria demissa
Hubneria demissa là một loài ruồi trong họ Tachinidae.